# Killing Jesus
Killing Jesus ist eine US-amerikanisch-marokkanische dreiteilige Miniserie aus dem Jahr 2015. Das Drehbuch, verfasst von Walon Green, basiert auf dem gleichnamigen Roman von Martin Dugard und Bill O’Reilly. Die Premiere der dreiteiligen Miniserie fand am 29. März 2015 auf National Geographic Channel statt.

## Handlung
Nacherzählt wird das Leben von Jesus von Nazaret, überwiegend aus der Sicht der politisch Handelnden jener Zeit. Dabei liegt der Fokus weniger auf theologischen Asoekten als auf dem Leben des historischen Jesus. Im Mittelpunkt stehen die Entscheidungen Herodes des Großen, seines Sohnes Herodes Antipas, des Hohepriesters Kaiphas und des römischen Präfekten Pontius Pilatus. Jesu Auftreten in Galiläa und Judäa, seine Worte und Taten veranlassen die Mächtigen, ihn zu bekämpfen, da sie um ihren Status und Einfluss fürchten. Am Ende wird Jesus gefangen genommen und zum Tod durch Kreuzigung verurteilt.

## Hintergrundinformationen
Executive Producer der Miniserie war Ridley Scott. Mit 93 Sprechrollen und mehr als 4500 Statisten ausgestattet wurde Killing Jesus 2014 in Marokko gedreht. Die Serie wurde an 171 Länder verkauft und in 45 Sprachen übersetzt.
In Deutschland war die dreiteilige Serie ab dem 10. April 2015 jeweils freitags auf National Geographic Channel zu sehen.
Für positive und negative Reaktionen sorgte das Casting des Jesusdarstellers. Der Gründer des Christentums wird von Haaz Sleiman verkörpert, einem muslimischen Schauspieler, weshalb die Serie von konservativen Christen angefeindet wurde. Sleiman hob hervor, dass Jesus im Islam hoch geachtet sei und es für einen Muslim eine Ehre bedeute, ihn zu spielen. Zuvor war Ridley Scott umgekehrt dafür kritisiert worden, die Hauptrollen seines 2014 herausgebrachten monumentalen Bibeldramas Exodus: Götter und Könige ausschließlich mit weißen amerikanischen Schauspielern besetzt zu haben.
Stephanie Leonidas (Salome) und Dimitri Leonidas (Jakobus der Jüngere) sind Geschwister.

## Synchronisation
- Jesus: Sebastian Christoph Jacob
- Herodias: Luisa Wietzorek
- Claudia Procula: Magdalena Turba
- Salome: Maja Maneiro
- Kaiphas: Thomas Nero Wolff
- Hannas: Uli Krohm
- Herodes der Große: Klaus-Dieter Klebsch
- Pontius Pilatus: Tobias Kluckert
- Herodes Antipas: Viktor Neumann
- Jakobus der Jüngere: Ricardo Richter
- Maria Magdalena: Uschi Hugo
- Johannes der Täufer: Tim Knauer
- Maria: Marina Krogull
- Jesaja: Christian Rode
- Nikodemus: Stefan Staudinger
- Joseph von Arimathäa: Frank Ciazynski
- Simon Petrus: Felix Spieß
- Judas Ischariot: Nicolás Artajo
- Andreas: Fabian Heinrich
- Thomas: Jeffrey Wipprecht
- Kaspar: Elmar Gutmann
- Ascher: Jesco Wirthgen
- Daniel: Kaspar Eichel
- Elisabeth: Eva-Maria Werth
- Hircanus: Christoph Banken
- Joseph: Matthias Klages
- Matthias: Florian Hoffmann
- Saulus: Fabian Kluckert
- Silaeus: Amadeus Strobl